# Robustan
Robustan (lat. robustus: hrastov; tvrd) znači čvrst, izdržljiv, otporan (kao na primjer robustan materijal, robustan automobil); krjepak, krupan (na primjer robustan čovjek).